# Enriqueta Casas
Enriqueta González González, coneguda artísticament com a Enriqueta Casas, (ca. 1883 - Barcelona, 19 de febrer de 1919) fou una cantant catalana d'òpera i sarsuela. En algunes cròniques i llistat de cantants s'indica que fou soprano i en altres que fou mezzosoprano o contralt.

## Biografia
Enriqueta fou filla d'Enrique González Casas, de qui ella va prendre el segon cognom com a cognom artístic, i Maria González Oliver. El pare era natural de Salamanca i la mare de Cartagena.
Enriqueta Casas va estudiar amb la professora Caritat Herrrera. Debutà en Teatre Novedades de Barcelona en el paper de Mimì de l'òpera La Bohème de Puccini als tretze anys, passant després a interpretar sarsuela, al llarg de diverses temporades, al Teatre del Duc de Sevilla.
Va continuar la seva carrera professional com a comprimària en la companyia del mestre Artur Baratta, l'any 1900. Amb aquesta companyia va viatjar a Palma, debutant en l'illa el 3 de novembre d'aquell any. Va participar després en les companyies del Teatre del Bon Retir i del Teatre Novedades de Barcelona, on va cantar el paper principal de La Bohème de Puccini. Va debutar després a Màlaga el gener de 1902, interpretant el paper de Santuzza de Cavalleria rusticana de Pietro Mascagni i a Còrdova, on va cantar de nou el paper de Santuzza. Més tard, el novembre de 1902, va cantar a Santa Cruz de Tenerife l'òpera Marina del compositor Emilio Arrieta, amb llibret de Francesc Camprodon i adaptació del text de la sarsuela a òpera de Miguel Ramos Carrión, l'òpera La traviata de Verdi, l'òpera Aurora de Josep Espí, i el desembre de 1902 l'òpera còmica Campanone (o sigui, La prova di un'opera seria de Giuseppe Mazza). La companyia va marxar després a Las Palmas de Gran Canaria. Els viatges van continuar, participant en juny de 1903 en representacions al Teatre Líric de Palma i participant a Guadalajara a finals de 1903 en l'òpera Marina.
Posteriorment va abandonar els escenaris d'òpera per a dedicar-se a la sarsuela, amb força èxit. Així, el març de 1905 interpretava al Teatre Duque de Sevilla la sarsuela La reina mora, amb música de Josep Serrano. La primavera de l'any 1906 el diari La Publicidad comentava l'arribada des de Sevilla de la cantant, després d'una exitosa temporada en aquell teatre. El 1907 cantava al Vendrell i a Olot les sarsueles La tempestad i Carceleras, amb la companyia de l'actor Luís Morón. En maig de 1907 cantava La Bohème al Teatre Líric de Novelda. En agost de 1908 participava d'una companyia en gira, cantant entre altres ciutats a Palència.
La temporada de primavera de 1910 va cantar a Reus en la companyia d'Artur Baratta. La temporada 1910-1911 va debutar en el Gran Teatre del Liceu, cantant diversos papers secundaris al llarg de la temporada. Va continuar participant en el Liceu en totes les temporades entre la de 1912-1913 i la de 1919-1920, més tard en la temporada 1921-1922 en la seva darrera aparició en aquest teatre. Entre aquestes participacions cal esmentar la de l'estrena de l'òpera catalana Tassarba del músic Enric Morera i llibret de Juli Vallmitjana, que va tenir lloc el 18 de gener de 1916. Mentrestant va participar també en altres companyies, com ara a Reus, al Teatre Fortuny, on va cantar el 5 de maig de 1912 l'òpera Aida de Verdi, i la participació amb la companyia d'Artur Baratta en un viatge a Palma en 1913 o en la representació en el Teatro de la Zarzuela de Madrid en març de 1914.
L'abril de 1916 participava en l'òpera Rigoletto de Verdi al Gran Salón Excelsior de Barcelona. L'obra la van cantar el mateix any, el mes de setembre, al Còmic de Barcelona. L'agost del 1918 va cantar al Teatre Bosque al costat de Concepció Callao a Carmen i La Gioconda.
Va morir el 19 de febrer de 1919 víctima de la Pandèmia de grip de 1918.